# Highlands and Islands Airports
Highlands and Islands Airports Limited (HIA) ist ein schottisches Staatsunternehmen mit Sitz auf dem Flughafen Inverness. Es betreibt mehrere Flughäfen im nördlichsten Landesteil des Vereinigten Königreiches.

## Geschichte
Das Unternehmen wurde am 4. März 1986 in Edinburgh mit dem Ziel gegründet, die bisher vom britischen Staat betriebenen Flughäfen privatrechtlich zu organisieren. Zunächst im Eigentum der britischen Civil Aviation Authority, ging es im Rahmen des Devolutionsprozesses ab 1995 in zwei Schritten in die Hand der schottischen Regionalregierung über. Diese bezuschusst den Betrieb auf Basis der Bestimmungen des Civil Aviation Act aus dem Jahre 1982, zuletzt im Geschäftsjahr 2014/15 mit rund 34 Millionen Pfund. Im Geschäftsjahr 2015/16 wurden auf den elf Flughäfen der Gruppe insgesamt 1.437.625 Passagiere abgefertigt, 6000 mehr als im Vorjahr.

## Struktur
Organisatorisch ist die HIA eine von drei Tochtergesellschaften der Highlands and Islands Airports Limited Group (HIAL), zu der außerdem noch die Dundee Airport Limited als Betreiberin des Flughafens Dundee (seit 2007) sowie die Airport Managed Services Limited (AMSL) gehören. Letztere übernimmt die Sicherheitsdienstleistungen auf den elf Flughäfen der Gruppe.
Die zehn von der HIA direkt betriebenen Flughäfen sind:
- Barra Airport
- Benbecula Airport
- Campbeltown Airport
- Inverness Airport
- Islay Airport
- Kirkwall Airport
- Stornoway Airport
- Sumburgh Airport
- Tiree Airport
- Wick Airport

Die Flughäfen sind im Wesentlichen Regionalflughäfen, gelegen in den Highlands sowie auf den vorgelagerten Inseln. Wichtigster Flughafen ist der in Inverness, der rund die Hälfte des gesamten Fluggastaufkommens der Gruppe abwickelt.